# Полет 251 на „Фосет Перу“
Полет 251 на „Фосет Перу“ е редовен вътрешен пътнически полет от международното летище „Хорхе Чавес“, Лима, до международното летище „Коронел FAP Карлос Сириани Санта Роза“, Такна, през международното летище „Родригес Балон“, Арекипа, Перу, управляван от „Фосет Перу“. На 29 февруари 1996 г. самолетът „Боинг 737–222“, който изпълнява полета, се разбива при заход към международното летище „Родригес Балон“. Всички 117 пътници и 6 души екипаж на борда на самолета загубват живота си при инцидента. Това е най-смъртоносният авиационен инцидент, който се случва на перуанска земя.
Разследването е подпомогнато от представители на Националния съвет за безопасност на транспорта на Съединените американски щати и Федералната авиационна администрация, както и от „Боинг“ и Прат и Уитни. Данните от записващото устройство за глас в пилотската кабина и записващото устройство за полетни данни разкриват, че екипажът има погрешно впечатление, че самолетът лети на 2900 м, когато всъщност е на 2630 м, около 260 м по-ниско от минималната височина на заход.